# Operação Highjump

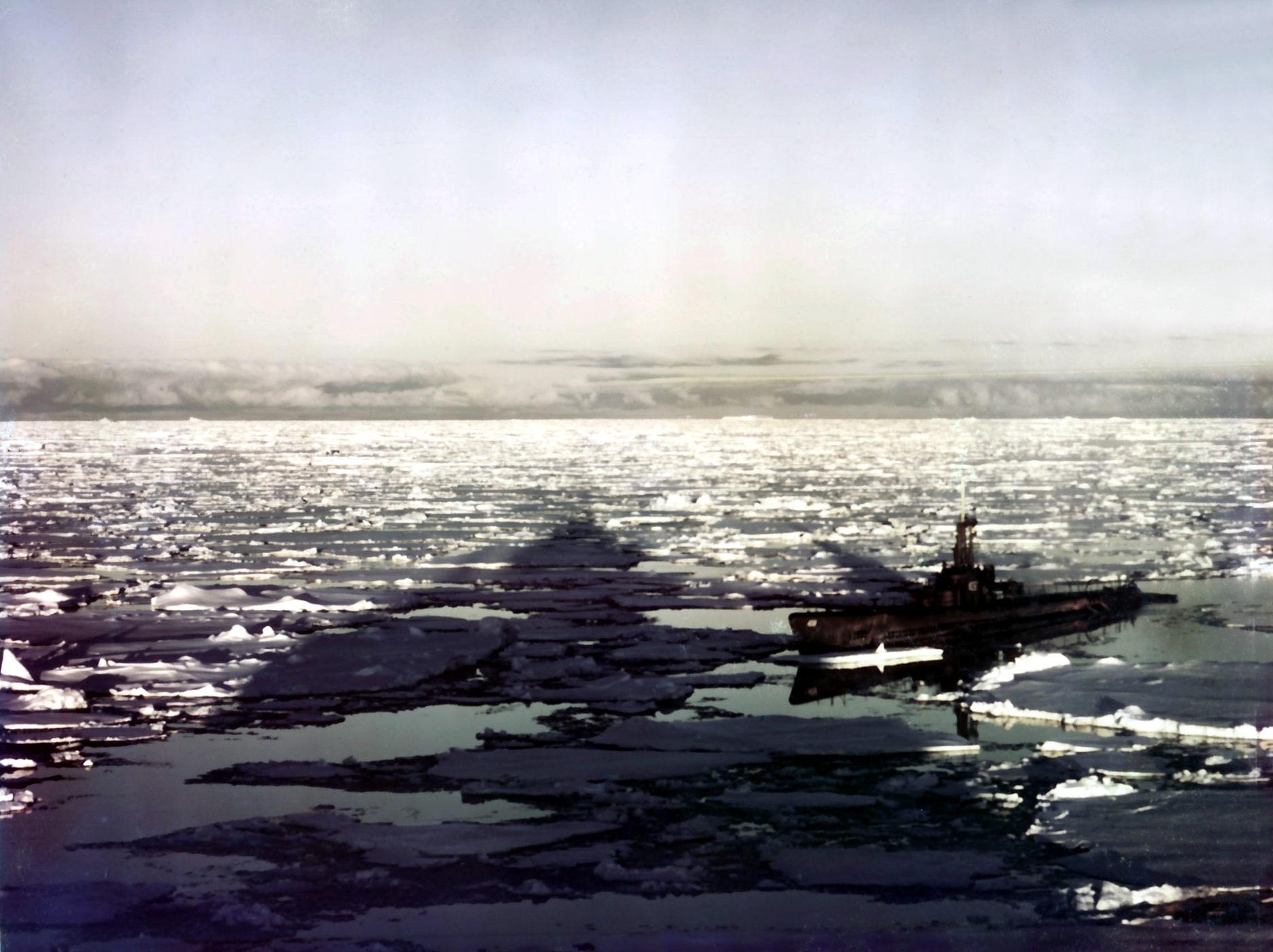
O USS Sennet durante a Operação Highjump.

A Operação Highjump, oficialmente o Programa de Exploração Antártico da Marinha dos Estados Unidos, 1946–1948, foi uma operação da Marinha dos Estados Unidos organizada pelo contra-almirante Richard E. Byrd, Jr, e liderada pelo contra-almirante Richard H. Cruzen, CO, ambos da Força-tarefa 68. A Operação Highjump começou em 26 de agosto de 1946 e terminou no final de fevereiro de 1948. A força-tarefa 68 incluiu 4 700 homens, 13 navios, e 33 aeronaves. O objetivo principal da operação era o estabelecimento da base antártica Little America IV. 
Objetivos secundários da operação incluíam o treinamento de tripulantes e o teste de equipamentos em condições climáticas frígidas; o desenvolvimento de técnicas para construir, manter e utilizar bases e pistas de decolagem sobre o gelo, com foco na possível reutilização posterior dessas técnicas na Groenlândia interior, onde as condições eram semelhantes às do continente antártico; a investigação de possíveis locais de bases; consolidar e estender o controle dos Estados Unidos sobre a maior área factível do continente antártico; e a expansão do conhecimento existente sobre as condições geológicas, geográficas, eletromagnéticas, hidrográficas e meteorológicas da região.

## Linha do tempo
O grupo Oeste de navios chegou no Arquipélago das Marquesas em 12 de dezembro de 1946, onde o USS Henderson e o USS Cacapon ergueram estações de monitoramento do clima. Até 24 de dezembro, o USS Currituck iniciou o lançamento de aviões de reconhecimento. O grupo Leste de navios chegou na Ilha de Pedro I no final de dezembro de 1946.
Em 1 de janeiro de 1947, utilizaram máscaras de mergulho modelo "Jack Browne" e rebreathers para registrar o primeiro mergulho no Oceano Antártico realizado por americanos.
Em 15 de janeiro, o grupo Central de navios chegou na Baía das Baleias, onde iniciaram a construção de Little America IV.
No final de fevereiro de 1948, navios e tripulantes foram chamados de volta para os Estados Unidos, e a expedição foi encerrada mais cedo do que o previsto, devido à chegada do inverno mais rápida do que o normal, causando condições climáticas mais e mais adversas.
Após a operação ser concluída, a Operação Windmill foi lançada em sequência, para averiguar do solo as fotos aéreas obtidas durante a Operação Highjump.

## Acidentes
Em 21 de dezembro de 1946, o marinheiro Vance N. Woodall morreu em um acidente durante uma descarga de navio, quando um rolo projetado para comprimir gelo e criar uma pista de decolagem se soltou.
Em 30 de dezembro, os operadores de rádio Wendell K. Hendersin, Fredrick W. Williams, e Maxwell A. Lopez morreram quando seu avião, um Martin PBM Mariner designado como George 1, caiu durante uma nevasca. Os seis tripulantes sobreviventes do avião foram resgatados 13 dias mais tarde. Uma placa em homenagem aos aviadores mortos foi erguida mais tarde na estação de pesquisa McMurdo, e o Monte Lopez na ilha Thurston foi nomeado em homenagem a Maxwell A. Lopez.
Em dezembro de 2004, foi realizada uma tentativa de localizar os destroços do avião.

## The Secret Land
Um documentário sobre a expedição, The Secret Land, foi gravado inteiramente por fotógrafos da marinha e do exército dos Estados Unidos. A narração foi gravada pelos atores Robert Taylor, Robert Montgomery, e Van Heflin. O filme também re-encenou cenas de momentos críticos da operação, como controle de danos a bordo de um dos navios e o momento em que o Almirante Byrd arremessou objetos de um avião para reduzir seu peso e evitar um impacto contra uma montanha. O filme recebeu o Oscar de 1948 de Melhor Documentário.